# Willy Martin
Willy Martín Domínguez (Caraballeda, 27 de julio de 1987) es un actor, modelo y presentador venezolano.

## Biografía
Willy Martin nació en Caraballeda, el 27 de julio de 1987. En su infancia integró el Grupo de Teatro Mitológico Griego Hybris dirigido por Chely Escalona, y participó en diversas obras de teatro. Su primera aparición en televisión fue en 1993 en el programa Hay que oír a los niños. En 2004 participó en la telenovela Sabor a ti y al año siguiente en Mundo de Sueños de Televen. También intervino en la película El Caracazo de 2005. En ese año protagonizó la telenovela Guayoyo Express . Martín también coprotagoniza dos temporadas de la telenovela de TVB Isa TKM. En 2012 participó en la segunda temporada de Grachi, donde interpretó a Leo Martínez.
En 2020 contrajo matrimonio en Miami con su mánager, Luis Luyando, tras nueve años de noviazgo.

## Filmografía

### Cine
- El Caracazo, dirigida por Román Chalbaud (2005)

### Televisión
- ¡Qué buena se puso Lola! – Serie de televisión (2004)
- Sabor a ti – Serie de TV (2004)
- Guayoyo Express – Serie de TV (2005-2006)
- El gato tuerto – Serie de TV (2007)
- Isa TKM – Serie de televisión (2008-2010)
- La Banda – Serie de TV (2010-2011)
- Decisiones extremas - Serie de televisión, 1 episodio (2010)
- Mentes en shock – Serie de TV, 1 episodio (2011)
- Grachi – Serie de televisión (2012-2013)
- Betty en NY – Serie de TV (2019)

## Discografía

### Bandas sonoras
- 2012 – Grachi - La vida es maravillosamente mágica Volumen 2